# Reinhard Herbig
Reinhard Herbig (Monaco di Baviera, 23 febbraio 1898 – Roma, 29 settembre 1961) è stato un archeologo tedesco.

## Biografia
Figlio del linguista e etruscologo Gustav Herbig, studiò archeologia classica dal 1919 al 1925 presso le università di Rostock, Breslavia e Heidelberg, laureandosi con Ludwig Curtius con una tesi dal titolo Das Fenster in der Architektur ("La finestra nell'architettura"). Assistente alla ricerca presso l'Istituto archeologico germanico di Roma, collaborò sotto la direzione di Friedrich Matz per la riorganizzazione del catalogo della biblioteca. Dal 1928 al 1929 lavorò all'Istituto archeologico germanico di Atene con Ernst Buschor.
Lavorò come docente presso le università di Jena (1933), Würzburg (1936) e Heidelberg (1941), ateneo del quale fu anche rettore negli anni cinquanta. Dal 1936 al 1941 fu anche direttore della sezione antica del Martin von Wagner Museum presso la Residenza di Würzburg.
Nel 1952 divenne membro onorario dell'Istituto di studi etruschi di Firenze, mentre dal 1956 fino al 1961, anno della sua morte, fu direttore dell'Istituto archeologico germanico di Roma. Nel 1959 fu insignito della Gran croce al merito della Repubblica Federale di Germania.